# شون غليسون
شون غليسون (بالإنجليزية: Sean Gleeson)‏ هو لاعب دوري الرغبي أيرلندي، ولد في 29 نوفمبر 1987 في ويغان في المملكة المتحدة.